# Ellen Greider
Ellen Greider, född 20 mars 1995 och folkbokförd Ellen Ulrika Elisabeth Grejder, är en svensk tecknare, illustratör och författare av barn- och ungdomslitteratur. Hon medverkar med seriestrippar i flera tidskrifter.

## Biografi
Ellen Greider är dotter till författaren och tidningsmannen Göran Greider och Berit Greider, som arbetat inom Sveriges Television. Hon har vuxit upp i Årsta och bor i Stockholm. Hon är utbildad vid Serieskolan i Malmö och vid skrivarlinjen på Jakobsbergs folkhögskola.

## Författarskap
Debutboken Lunchbox är en serieroman baserad på en egenupplevd historia. En ung flicka börjar sjuan och plågas av ensamhet och ångest. En låtsaskompis i form av Marilyn Manson blir en förebild och ständig, kritiklös rådgivare.
Jordens största kalashatare riktar sig till lågstadiebarn. Huvudpersonen har vänner men trivs med att då och då vara ensam med sina egna tankar och inte påtvingas någon kompis när hon inte önskar. Valle och tonåringarna riktar sig till samma målgrupp och belyser de blandade känslorna som de äldre ungdomarna väcker, rädslor men också fascination och beundran.
Lätt som en papegojfjäder handlar om 11-åriga Nicco som skriver dikter och får en nyinflyttad kompis i Natalie. Tillsammans upplever de några omvälvande veckor. I En äkta häxis letar 9-åriga Beata efter magiska ting. Hon önskar också att hon kunde trolla fram pengar till familjen. Hon hittar ett telefonnummer till häxan Anita och tar kontakt.
Underfundig humor varvat med socialrealism är karaktäristiskt för Greiders författarskap, enligt en recensent.

### Böcker
- 2018 - Lunchbox  - ISBN 9789177750291
- 2020 - Jordens största kalashatare - ISBN 9789150120981
- 2021 - Valle och tonåringarna -  ISBN 9789150121728
- 2023 - Lätt som en papegojfjäder - ISBN 9789150122688
- 2025 - En äkta häxis  - ISBN 9789150123463

### Illustrationer
- 2011 - Ta makten över ditt liv / Ung vänster; illustrationer: Ellen Greider - ISBN 9789197965804
- 2011 - Sprängkraft: systerskap för förändring : [en bok om Ung vänsters feministiska arbete på 00-talet] / Tove Liljeholm (red.); illustrationer: Ellen Greider -  ISBN 9789197965804
- 2022 - Tecknaruppropet mot kärnvapen och Nato / red. Karin Z. Sunvisson - ISBN 9789177753018
- 2024 - Stinas bästa vän: en hundägares glädje, sorg och förundran / Göran Greider; illustrationer: Ellen Greider - ISBN 9789177754572
- 2024 - Världens äckligaste bok; Sofia Bergström;  illustrationer Ellen Greider - ISBN 9789179795108
- 2025 - Roliga historier och gåtor, redaktion: Rebecka Wolff och Ellen Karlsson; bilder av Ellen Greider - ISBN 9789129750003
- Kamratposten
- Arbetsvärlden